# Ţahmāsb Qolī
Ţahmāsb Qolī (persiska: طهماسب قلی, Ţahmāseb Qolī, Ţahmāsb Qal‘eh, طَهماسب قَلعِه, طَهماسِب قُلی) är en ort i Iran.   Den ligger i provinsen Kurdistan, i den nordvästra delen av landet, 400 km väster om huvudstaden Teheran. Ţahmāsb Qolī ligger 1 790 meter över havet och antalet invånare är 316.
Terrängen runt Ţahmāsb Qolī är huvudsakligen platt, men åt sydväst är den kuperad. Ţahmāsb Qolī ligger nere i en dal.Runt Ţahmāsb Qolī är det ganska tätbefolkat, med 67 invånare per kvadratkilometer. Närmaste större samhälle är Dehgolān, 7,2 km väster om Ţahmāsb Qolī. Trakten runt Ţahmāsb Qolī består till största delen av jordbruksmark.